# 翼足目
翼足目（學名：Pteropoda）為營完全浮游生活的遠洋帶海洋後鰓類腹足纲軟體動物。
過往翼足目的單系性長期以來也辯論不休：有些文獻甚至認為翼足目與头足纲乃並系群的關係。現時的共識，在分子生物學研究的指引，傾向認同翼足目為单系群。
本目包括真被殼亞目（Euthecosomata）、擬被殼亞目（Pseudothecosomata）和裸體亞目（Gymnosomata）三個亞目。真被殼亞目和擬被殼亞目的成員都帶有螺殻，而裸體亞目則不帶螺殻。這些物種除了都是浮游性，體型也都很小而透明，也一樣使用其身體的翼足游泳。

## 語源
本分類單元的學名 pteropoda 源於古希臘語的字根 ptero-（翼） 及 poda（足）二字。

## 分佈
主要分佈在熱帶和亞熱帶海洋，也有少數種類出現在兩極海域。主要棲息於海洋表面深約200公尺處。僅少數種類生活在更深的水層中。

## 形態特徵
其腹足背部發育成一對發達的呈翼狀的鰭，故名「翼足」。內部器官左右不對稱，中央神經系統為直神經。雌雄同體，卵大多產于體外，發育經過浮游幼蟲時期。

## 分類
翼足類這個分類最初由喬治·居維葉在1804年提出，到1810年分成有殼亞目及裸體亞目兩個分支。

### 2010年分類
Jörger et al. (2010)在他們所編寫的分類把翼足目之下的被殼亞目和裸體亞目兩個分支都移到真後鰓類支序（Euopisthobranchia）去成為這個支序旳兩個目。

### 2017年分類
根據2017年《布歇特等人的腹足類分類》，原來的真後鰓類並不能涵蓋整個單系群，所以要跟其他分類單元合併；但另一方面翼足類的單系性得到確定，所以「翼足目」這個分類單元又再恢復，但其下原來的有殼翼足亞目被分拆成為真有殼翼足亞目和擬有殼翼足亞目這兩個亞目。
截至2018年6月27日，翼足目之下的三個亞目如下：
- 真有殼翼足亞目 Euthecosomata Meisenheimer, 1905：有現生種和化石種[6]。
  - 駝蝶螺總科 Cavolinioidea Gray, 1850 (1815)[7]
    - 駝蝶螺科 Cavoliniidae Gray, 1850 (1815)：菱蝶螺科（Clioidae）被併入本科。
    - 角駝蝶螺科 Creseidae Rampal, 1973
    - Family Praecuvierinidae A. Janssen, 2006 †
    - Family Sphaerocinidae A. W. Janssen & Maxwell, 1995 †

  - 螔螺總科 Limacinoidea Gray, 1840[8]
    - 螔螺科 Limacinidae Gray, 1840
- 無殼翼足亞目 Gymnosomata
  - Superfamily Clionoidea Rafinesque, 1815
  - Superfamily Hydromyloidea Pruvot-Fol, 1942 (1862)
- 擬有殼翼足亞目 Pseudothecosomata Meisenheimer, 1905：只有現生種[9]。
  - Cymbulioidea Gray, 1840[10]
    - Family Cymbuliidae Gray, 1840
    - 蝴蝶螺科 Desmopteridae Chun, 1889
    - 左旋假殼科 Peraclidae Tesch, 1913

### 常見種
- 马蹄螔螺（Limacina trochiformis）
- 強捲螺（Agadina stimpsoniji）
- 尖笔帽螺（Creseis acicula）：又名蜻蜓角駝蝶螺
- 锥笔帽螺（Creseis virgula）：又名企鹅角驼蝶螺
- 蝴蝶螺（Desmopterus papilio）
- 長吻龜螺（Cavolinia longirostris）
- 擬海若螺（Paraclione longicaudata）

## 外部連結
- 維基物種上的相關：翼足目